# Runcinia
Runcinia là một chi nhện trong họ Thomisidae.

## Hình ảnh

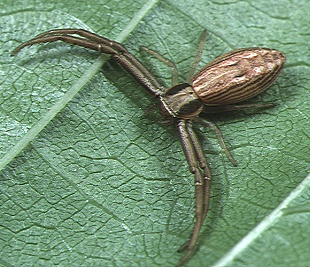
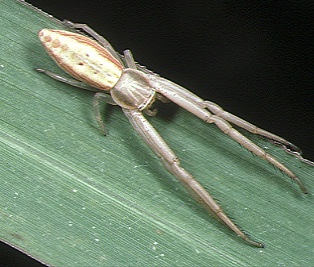
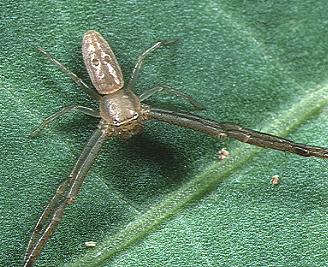
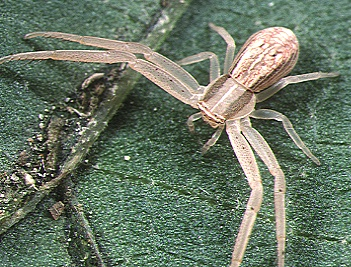